# جین دست به اسلحه می‌برد
جِین دست به اسلحه می‌برد (به انگلیسی: Jane Got a Gun) فیلمی اکشن، وسترن محصول سال ۲۰۱۵ آمریکا به کارگردانی گاوین اوکانر و نوشته شده توسط برایان دافیلد، جوئل اجرتون و آنتونی تمباکیس است؛ و با بازی ناتالی پورتمن، جوئل اجرتون، نواه امریش، رودریگو سانتورو، بوید هالبروک و ایوان مک گرگور است.
تصویر برداری این فیلم در ۲۱ مارس ۲۰۱۳ آغاز شد؛ و در ۲۹ ژانویه ۲۰۱۶ منتشر شد.

## خلاصه داستان
جین و شوهرش بیل «هام» هموند با دختر پنج ساله‌شان کتی در یک خانه جدا زندگی می‌کنند. یک روز بیل که چند با چند گلوله جدا آسیب دیده بود به خانه برگشت. هنگامی ک جین در حال درمان زخم‌های بیل بود، بیل به او گفت ک پسران اسقف دارند می‌آیند. این گروهی از جنایتکاران هستند که سر دسته آن‌ها جان اسقف است؛ این گروه قبلاً به سردستگی خودِ بیل بوده‌است.
بیل متوجه می‌شود که جین به دنبال کمک برای دفاع از خانه دربرابر از اسقف‌ها است. در حالی که بیل هنوز از زخم‌های خود درد می‌کشد و درمانده‌است؛ جین دخترش را به خانه دوستش که به اعتماد دارد می‌برد. او سپس به خانه یک همسایه (دن فراست) می‌رود؛ و از او درخواست می‌کند که برای محافظت از اموال خود از دست پسران اسقف همسرش را یاری کند. دنی مردی بدظاهر که در یک خانه کثیف زندگی می‌کند؛ از کمک به او و همسرش صرف نظر می‌کند. به نظر می‌رسد آن دو در گذشته رفتار خوبی نسبت به هم نداشته‌اند.
جین سواری به شهر برای خرید اسلحه و مهمات و امیدوار بود که کسی را پیدا کند که بتواند به خانواده اش کمک کند اما…

## بازیگران
- ناتالی پورتمن به عنوان جین هموند
- جوئل اجرتون به عنوان دن فراست
- نوآه امریش به عنوان هموند
- رودریگو سانتورو به عنوان فیتچم
- بوید هالبروک به عنوان ویک اسقف
- ایوان مک گرگور به عنوان جان اسقف
- الکس منت به عنوان باک
- جیمز برنت به عنوان کانی چارلی
- سام کوین به عنوان ارمیا

## انتشار
این فیلم در اصل قرار بود در ایالات متحده توسط ریلیتیویتی مدیا و واینستین کمپانی منتشر شود. اما با وجود چند بار لغو شدن بالاخره در ژانویه ۲۹، ۲۰۱۶ در ایالات متحده منتشر شد.